# 진 케네디 스미스
진 앤 케네디 스미스(영어: Jean Ann Kennedy Smith, 1928년 2월 20일 ~ 2020년 6월 17일)는 아일랜드계 미국인 외교관, 활동가, 인도주의자, 그리고 작가로 1993년부터 1998년까지 아일랜드 주재 미국 대사를 역임했다. 그녀는 케네디 가문의 일원으로, 9명의 자녀들 중 8번째였고, 조지프 P. 케네디와 로즈 피츠제럴드 사이에서 태어난 막내딸이었다. 그녀의 형제자매들은 존 F. 케네디 대통령, 로버트 F. 케네디 상원의원, 에드워드 M. 케네디 상원의원, 로즈마리 케네디 그리고 스페셜 올림픽 창시자 유니스 케네디 슈라이버를 포함했다. 그녀는 또한 재클린 케네디 오나시스의 시누이였다.